# James Laurie
James Laurie (1811 – Hartford, 16 de março de 1875) foi um engenheiro estadunidense.
Foi um dos fundadores da Sociedade Americana de Engenheiros Civis (American Society of Civil Engineers - ASCE). Morreu em Hartford, em 16 de março de 1875. 